# Teledisko

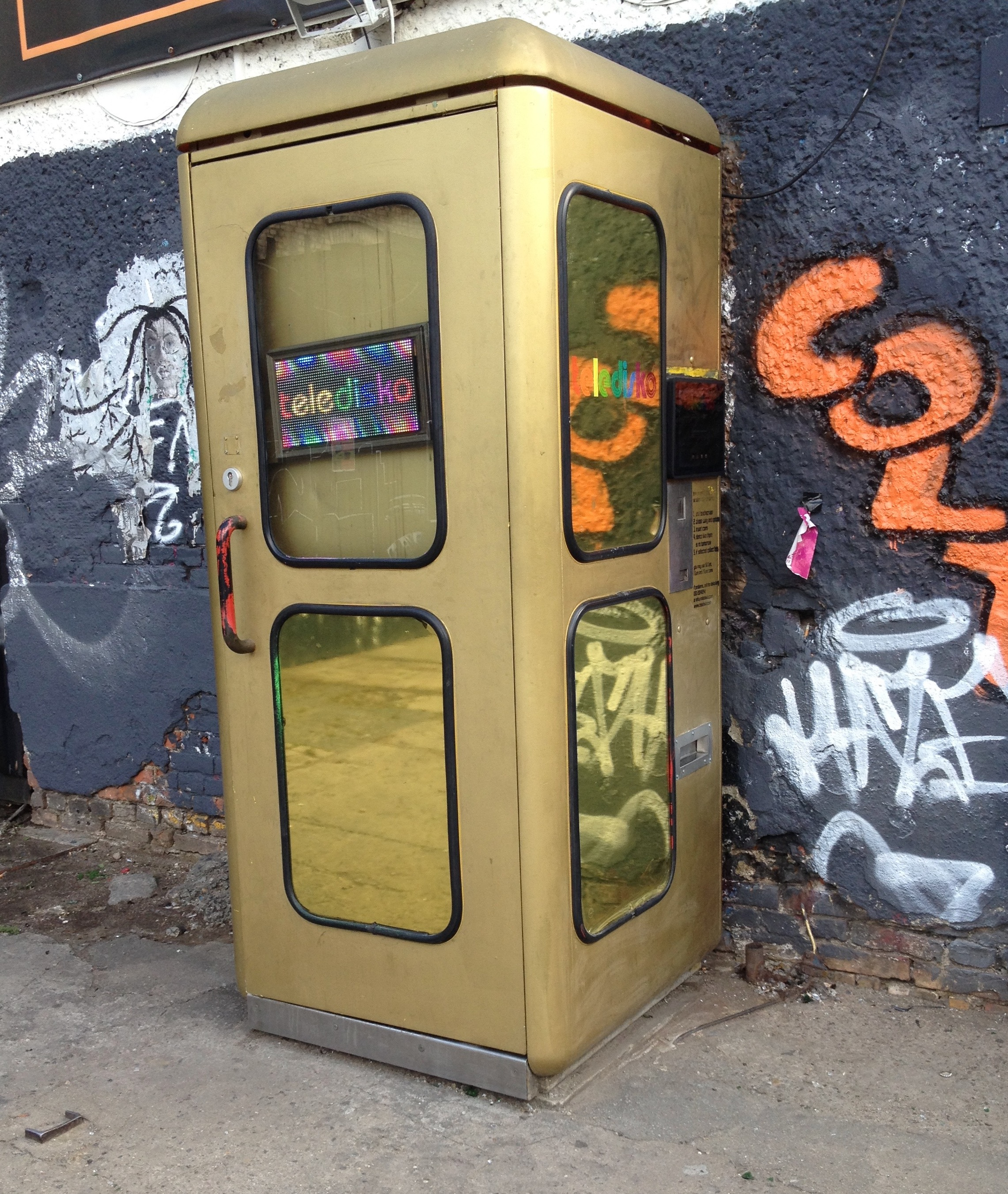
Teledisko, Berlin

teledisko eine automatisierte Mini-Disko aus Berlin. Sie gilt als die kleinste Disko der Welt mit einer Tanzfläche von unter einem Quadratmeter.

## Geschichte
teledisko wurde 2014 von Nele Kolbe und Benjamin Uphues gegründet. 2022 ging die teledisko in Madrid in Betrieb.

## Der Automat
teledisko ist in eine alte deutsche Telefonzelle eingebaut und hat Platz für etwa fünf Personen. Bedient wird sie durch ein Panel an der Außenseite, über welches Nutzer das Lied auswählen können. Die Liedauswahl bestimmt die Dauer des Tanzes.
Trotz der kompakten Größe hat die Disko Stroboskoplicht, Diskokugel und eine Nebelmaschine, welche durch Taster im Inneren bedient werden. Sie kann zudem Fotos und Videos aufnehmen. Nutzer können auswählen, ob sie ihr Foto vor Ort ausgedruckt bekommen oder sich das Video per E-Mail zuschicken lassen.
Darüber hinaus ist die teledisko portabel und kann zu Veranstaltungen weltweit transportiert werden.

## Standorte
teledisko hat fünf Aufstellorte in Berlin. Das Original, die pinke teledisko befindet sich im Kater Blau, einem Berliner Club an der Holzmarktstraße 25. Andere Aufstellorte sind im Club Sisyphos, vor der Mercedes-Benz Arena und auf dem RAW-Gelände an der Revaler Str., sowie auf dem Holzmarkt.